# Раевка (Новодеревеньковский район)
Раевка — деревня в Новодеревеньковском районе Орловской области России. Входит в состав Никитинского сельского поселения.

## География
Деревня находится в северо-восточной части Орловской области, в лесостепной зоне, в пределах центральной части Среднерусской возвышенности, при автодороге 54К-14, на расстоянии примерно 7 километров (по прямой) к северо-северо-востоку от посёлка городского типа Хомутово, административного центра района. Абсолютная высота — 238 метров над уровнем моря.

### Климат
Климат умеренно континентальный, с умеренно холодной снежной зимой и тёплым летом. Среднегодовая температура воздуха — 4,9 °C. Средняя многолетняя температура самого холодного месяца (января) составляет −9,7 °С, средняя температура самого тёплого (июля) — 19 °С. Среднегодовое количество атмосферных осадков составляет 490—590 мм, из которых большая часть выпадает в тёплый период. Снежный покров держится в течение 126 дней.

### Часовой пояс
Деревня Раевка, как и вся Орловская область, находится в часовой зоне МСК (московское время). Смещение применяемого времени относительно UTC составляет +3:00.

## Население
| 1857 | 1859 | 1915 | 2010 |
| ---- | ---- | ---- | ---- |
| 492  | ↘429 | ↗735 | ↘4   |

### Половой состав
По данным Всероссийской переписи населения 2010 года в гендерной структуре населения мужчины составляли 75 %, женщины — соответственно 25 %.

### Национальный состав
Согласно результатам переписи 2002 года, в национальной структуре населения русские составляли 67 % из 21 чел., чеченцы — 28 %.